# Edmond De Knibber
Edmond De Knibber foi um arqueiro belga. Ele competiu nos Jogos Olímpicos de Verão de 1920, onde ganhou três medalhas, duas de ouro e uma de prata.